# Simón García Pedrejón
Simón García Pedrejón (Torquemada, 1626?  - 1696) fue un religioso español del siglo XVII, que llegó a ser obispo de Oviedo.
El 6 de julio de 1682 toma posesión del cargo de obispo de Oviedo puesto que ocuparía hasta 1696.
Durante su mandato se inicia, en 1690, la construcción de la capilla de Santa Eulalia de la catedral de Oviedo, que encargó a los arquitectos avilesinos Menéndez Camina.
| Predecesor: Bernardino León de la Rocha  | Obispo de Tuy 1674–1682    | Sucesor: Alfonso Galaz Torrero |
| Predecesor: Alonso Antonio de San Martín | Obispo de Oviedo 1682–1696 | Sucesor: Tomás Reluz           |